# Ministero della difesa (Brasile)
Il Ministero della Difesa (in portoghese Ministério da Defesa) è un dicastero del Governo brasiliano responsabile della gestione delle forze armate in Brasile.
Il Ministero della Difesa del Brasile è stato istituito il 10 giugno 1999 con la Legge Complementare n.97, per iniziativa del presidente della Repubblica Federale del Brasile Fernando Henrique Cardoso, membro del Partito della Socialdemocrazia Brasiliana, del centrodestra. L'istituzione del Ministero ha costituito parte del processo di subordinazione delle Forze Armate al potere civile dopo la dittatura militare brasiliana (1964-1985) e la necessità di riposizionare il Brasile nel mondo rispetto alla nuova realtà geopolitica internazionale. Prima della creazione del Ministero della Difesa, il Brasile non aveva una rappresentanza unica negli organismi internazionali della difesa, in quanto era necessaria la partecipazione dei membri delle tre forze armate e dello Stato Maggiore  (EMFA). Dopo la creazione del Ministero della Difesa, lo stato maggiore cambiò nome divenendo Stato Maggiore del Comando Congiunto delle Forze Armate (EMCFA). La creazione del Ministero era stata proposta nel programma della campagna elettorale di Cardoso.
Il Ministero è il risultato della fusione dei precedenti ministeri dell’Esercito (in origine Ministero della Guerra, della Marina e della Aeronautica). Questi tre ministeri, al momento della creazione del Ministero della Difesa, furono soppressi e trasformati nei Comandi di Esercito, Marina e Aeronautica.
Il Ministero della Difesa ha tre componenti principali sotto il suo controllo: l'Esercito brasiliano, la Marinha do Brasil e la Força Aérea Brasileira; conosciute con le iniziali rispettive EB, MB e FAB. Il Ministero ha anche in gestione enti come la Scuola Superiore di Guerra (ESG), l'Istituto Brasiliano di Studi di Difesa Pandiá Calógeras e la rete degli addetti militari presso le rappresentanze diplomatiche all'estero. Il comando di ogni forza armata ha varie entità poste sotto il suo controllo, relativamente alla sua competenza; come le accademie militari, le società statali e parastatali della industria della difesa, e le entità che sostengono le funzioni di supporto di ogni forza armata, come il controllo della navigazione aerea (Aeronautica), il controllo del possesso delle armi da fuoco da parte dei civili (Esercito), la gestione delle risorse marine (Marina). 
Il Ministero della Difesa brasiliano ha sotto la sua responsabilità anche una vasta e diversificata gamma di attività, alcune delle quali altamente sensibili e complesse, come ad esempio: le operazioni militari; il bilancio della difesa; la politica e la strategia militare; il servizio militare, che in Brasile ha un carattere legale obbligatorio. Il Ministero è anche responsabile attraverso le forze armate delle politiche di settore per l'aviazione civile, per il mare, per lo spazio e per le frontiere; queste attività vengono svolte tramite partnership tra i settori di questo ministero e i settori di altri ministeri, come quello dei Trasporti, di Ambiente e Miniere ed Energia, di Scienza e Tecnologia e della Giustizia.
L'attuale Ministro di Stato della difesa è José Múcio, in carica dal 1º gennaio 2023. 
Dalla sua creazione fino a oggi sono stati 12 i ministri. Due erano Generali dell'Esercito in pensione (Silva e Luna e Fernando Azevedo), due diplomati (Celso Amorim e José Viegas), uno imprenditore (José Alencar che era vicepresidente di Lula e all’epoca iscritto al Partito Liberale, e che a richiesta personale del presidente è stato incaricato oltre che della vicepresidenza anche del portafoglio della difesa), sei erano parlamentari ed ex-parlamentari, e tre avevano occupato prima della nomina a ministro della difesa posizioni di rilievo nella Giustizia brasiliana: Geraldo Magela (Avvocato Generale della Unione), Nelson Jobim (Ministro del Tribunale supremo federale) e Waldir Pires (Consulente Generale della Repubblica). Otto dei ministri della difesa avevano già occupato altre cariche ministeriali: Elcio Álvares (Industria e Commercio), Geraldo Magela (Avvocato Generale della Unione), Waldir Pires (Consulente Generale della Repubblica e Previdenza Sociale), Nelson Jobim (Giustizia), Celso Amorim (Esteri, due volte, 1993-1995 e 2003-2011), Jaques Wagner (Relazione Istituzionali e Lavoro), Aldo Rebelo (Sport e Scienza, Tecnologia e Innovazione) e Raul Jungmann (come Ministro Straordinario della Riforma Fondiaria dopo con la creazione del ministero dello Sviluppo Agricolo come Ministro di Stato dello Sviluppo Agricolo).
I ministri Nelson Jobim, Jaques Wagner, Aldo Rebelo e Raul Jungmann erano di opposizione alla dittatura militare e diventarono importanti politici nel post dittatura. Élcio Álvares era un sostenitore del partito pro militare ARENA. Waldir Pires era ministro della difesa di João Goulart, il presidente contro cui ci fu il colpo di Stato militare del 1964, e, come gli altri ministri di quel governo deposto, è stato perseguitato dai militari, avendo perso i diritti politici fino al 1978 e vivendo in esilio in Francia fino al 1970.

## Aspetti storici
Durante la storia del Brasile indipendente le Forze Armate hanno avuto un ruolo politico di grande rilievo.
Durante L’Impero brasiliano (1822-1889) le Forze Armate avevano carattere volontario e professionale, con una grande riserva di civili iscritti in forze dell’ordine di carattere paramilitare come la Guardia Nazionale (Guarda Nacional) e diversi corpi di milizia, permettendo di aumentare velocemente le effettive forze militari in caso di necessità. 
Durante le guerre per imporre l’indipendenza alle province rimaste ancora fedeli a Lisbona si ebbe anche l'impiego di mercenari stranieri, soprattutto britannici, e la partecipazione del popolo inquadrato nei cosiddetti "Battaglioni di Volontari del Principe” (Batalhões de Voluntários do Príncipe, in portoghese) composto soprattutto dai poveri, schiavi e indigeni. Sotto la leadership di Maria Quitéria de Jesus, le lotte di questi Battaglioni di Volontari portarono, il 2 luglio 1822, all'adesione della Provincia di Bahia (attuale Stato di Bahia) al nuovo Brasile indipendente, consolidando così l’indipendenza del Brasile.
Durante il periodo monarchico le Forze Armate furono subordinate al potere civile senza presenza istituzionale nella politica, benché tanti membri delle forze armate abbiano avuto una carriera politica di successo in parallelo alla vita militare e a volte anche un percorso intellettuale. In questo periodo due terzi dei Ministri della Guerra e della Marina furono politici civili. La marina era chiamata Armata Nazionale (Armada Nacional) e l’esercito Esercito Imperiale Brasiliano (Exército Imperial Brasileiro).
Esempi di politici di origine militare nella Monarchia sono:
- José Paranhos, visconte di Rio Branco (Partito Conservatore); primo ministro più longevo della monarchia e padre del principale ministro degli esteri della repubblica, José Paranhos, barone di Rio Branco;
- Visconte di Taunay (Partito Conservatore).

## Controversie
Dopo anni di investigazioni del Processo LAva a Jato e Mensalão, diversi ex-Ministri della difesa così come altre alte cariche del Governo Lula e Dilma, sono stati condannati per Massiccia Corruzione, Associazione a Deliquere e Altri Crimini come Frode all'Erario.

## Lista di ministri della difesa
|    | Foto | Nome                              | Inizio del mandato | Fine del mandato | Designato da              |
| 1  |      | Élcio Álvares                     | 10 giugno 1999     | 23 gennaio 2000  | Fernando Henrique Cardoso |
| 2  |      | Geraldo Magela Quintão            | 24 gennaio 2000    | 31 dicembre 2002 | Fernando Henrique Cardoso |
| 3  |      | José Viegas Filho                 | 1º gennaio 2003    | 8 novembre 2004  | Luiz Inácio Lula da Silva |
| 4  |      | José Alencar                      | 8 novembre 2004    | 31 marzo 2006    | Luiz Inácio Lula da Silva |
| 5  |      | Waldir Pires                      | 31 marzo 2006      | 25 luglio 2007   | Luiz Inácio Lula da Silva |
| 6  |      | Nelson Jobim                      | 25 luglio 2007     | 31 dicembre 2010 | Luiz Inácio Lula da Silva |
| 6  |      | Nelson Jobim                      | 1º gennaio 2011    | 4 agosto 2011    | Dilma Rousseff            |
| 7  |      | Celso Amorim                      | 4 agosto 2011      | 1º gennaio 2015  | Dilma Rousseff            |
| 8  |      | Jaques Wagner                     | 1º gennaio 2015    | 2 ottobre 2015   | Dilma Rousseff            |
| 9  |      | Aldo Rebelo                       | 2 ottobre 2015     | 12 maggio 2016   | Dilma Rousseff            |
| 10 |      | Raul Jungmann                     | 12 maggio 2016     | 26 febbraio 2018 | Michel Temer              |
| 11 |      | Joaquim Silva e Luna              | 26 febbraio 2018   | 1º gennaio 2019  | Michel Temer              |
| 12 |      | Fernando Azevedo e Silva          | 1º gennaio 2019    | 29 marzo 2021    | Jair Bolsonaro            |
| 13 |      | Walter Souza Braga Netto          | 29 marzo 2021      | 31 marzo 2022    | Jair Bolsonaro            |
| 14 |      | Paulo Sérgio Nogueira de Oliveira | 31 marzo 2022      | 31 dicembre 2022 | Jair Bolsonaro            |
| 15 |      | José Múcio Monteiro Filho         | 1º gennaio 2023    | In carica        | Luiz Inácio Lula da Silva |